# 漢江の奇跡

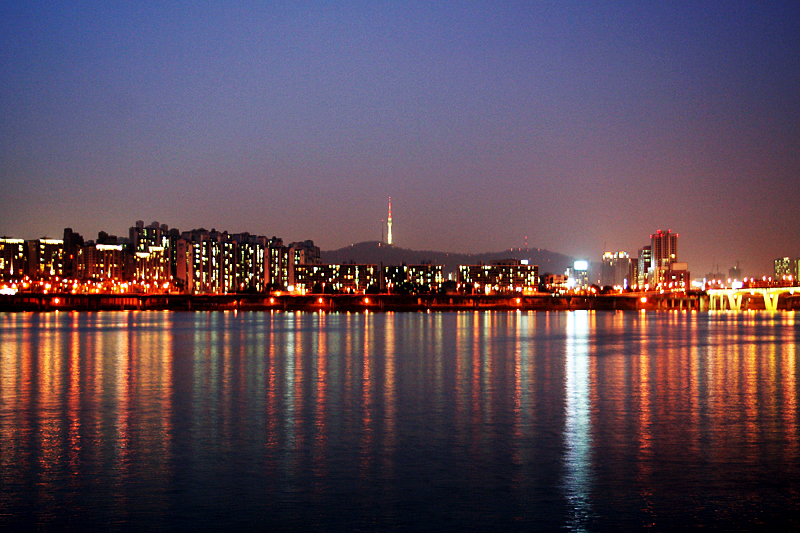
名の由来となった漢江

漢江の奇跡（ハンガンのきせき、かんこうのきせき、朝: 한강의 기적）は、朝鮮戦争で壊滅的打撃をうけた大韓民国（韓国）が、1960年代後半以降、外債を累積させながら急速に復興し、経済成長と民主化を達成した現象を指す。

## 概要
1961年に5・16軍事クーデターを起こし政権を得た朴正煕は経済開発を掲げ大衆の支持を求めた。当時、国内総生産はソ連を真似て計画経済を押し進めていた北朝鮮が上回っていたため、朴政権の韓国も五カ年計画方式の計画経済を導入することとなるが、これはクーデター以前の民主党の張勉内閣がすでに計画したものではあった。朝鮮戦争により壊滅的打撃を受け、1人当たりの国民所得は世界貧国グループであった韓国経済は、その後、太平洋戦争終了後まもなく始まった米国からの無償援助は、朝鮮戦争終了後も継続され、折りからのベトナム戦争による消費特需と、米国以外にも西側諸国を中心とする各種融資、1965年の日韓基本条約を契機とした日本からの1960年代半ばから1990年までの約25年に渡る円借款およびその後も続いた技術援助により、社会インフラを構築して経済発展を遂げた。これが漢江の奇跡と呼ばれる。
特に著しく都市開発が行われた地区としては、ソウルの江南（カンナム）地区が代表的である。また、漢江に浮かぶ広大な中州であり、主に農地であった汝矣島（ヨイド） が金融やビジネスの中心地として整備された。
その後、ベトナム戦争で培った施設設営のノウハウと中東に影響力を持っていたアメリカとの良好な関係をバネに1970年代の中東の建設ブームに乗る。1979年の朴正煕大統領暗殺後の1980年、一時的にマイナス成長に転じるが、1981年以降急回復し、1988年のソウルオリンピックを成功させ、1997年のアジア通貨危機で国際通貨基金に介入されるまで高い経済成長を続けた。
急速な経済成長の要因としては内的な要因としては政府が「五年開発計画」を制定し実行され、経済の発展を導く役割を果たしてきた。さらに70年代には「新村運動」（セマウル運動）を提唱され、貧乏な村の経済成長を推進し始めた。一方、政府は財閥をエンタープライズ中心としてビジネス経済などの発展を作用していることができる。外的な要因としては日本とアメリカによる膨大な経済および技術援助だけではなく、市場のオープン、加工産業を発展する、工業の調整などの原因も重要である。
朴正煕の娘である朴槿恵が第18代韓国大統領に当選した際は、就任式で「第2の漢江の奇跡」の創造を掲げて注目されたが、朴槿恵は2017年に大統領弾劾が成立し、罷免された。

## 軍需
朝鮮戦争後の韓国は農産物、原料・半製品などの原資材をアメリカ合衆国からの援助に頼っており、これらを原材料とした消費財の加工産業を育成していた。しかし、アメリカによる援助政策の転換により、1957年を境として対韓援助は減少を始め、脆弱であった韓国経済に深刻な影響を与えた。李承晩政権は援助に依存する経済からの脱却を企図して「経済開発三カ年計画」（1960～62年）を作成したが、政権自体が1960年の四月革命で崩壊してしまう。続く張勉政権も経済再建第一主義を標榜して「経済開発五カ年計画」（1962～66年）を策定したが、これも朴正煕による1961年の5・16軍事クーデターにより実施されなかった。
朴正煕は民生苦の解決と、自立経済基盤の確立を目標とし、新たに「第一次経済開発五カ年計画」（1962年‐66年）を推進した。財閥の不正蓄財の摘発を進め、定期預金金利の引き上げや貯蓄運動を推進して国内資本の動員を図った。しかし期待したほどの成果は得られず、1964年には計画の修正という行き詰まり状態に陥った。この状況を打開するために、外資導入による経済建設の道を選ばざるを得なかったと言われる。当時、国際信用力を欠いていた韓国が外資を求める先に選んだのが、同盟国であるアメリカであった。その窓口としては日本が選ばれ、日韓基本条約により国交を正常化した。1966年の朴・ジョンソン首脳会談では、韓国軍のベトナム派兵の見返りとして、巨額の経済・軍事援助が約束された。その額は派兵後5年間で17億ドル近くになる。同年のブラウン覚書では、追加派兵時にベトナムで実施される各種救護と建設事業に韓国企業を参加させ、韓国に追加で開発庁借款（AID loans）を提供させた。ベトナム戦争中の十年間を通じて、韓国経済の成長率は年平均10％前後だった。
こうして韓進グループや現代財閥・大宇財閥など新興の財閥を形成した。これら韓国財閥には韓国政府が独占取引権を付与するなどした。その後、国内に強権的な体制が残ることになり、セマウル運動などを通じて農村の活性化を行ったが、都市部への人口集中や産業構造においても経済成長から農村や中小企業が取り残されるなどの歪んだ形成をすることになった。また、日本からの個人補償を流用した事を国民に公開しなかったため、後に賠償請求の見解の違いなどで日韓関係に禍根を残した（詳細）。
大韓国民航空社が民営化され、昭陽江ダム、京釜高速道路、浦項製鉄所が建設された。韓国経済は急成長を遂げ、国力で北朝鮮を逆転し、国民所得を10倍にするという公約を目標より3年早く達成した。そして、この政策によりソウル大都市圏への人口・産業の集積が進み、プライメイトシティとなった。

## ベトナム参戦

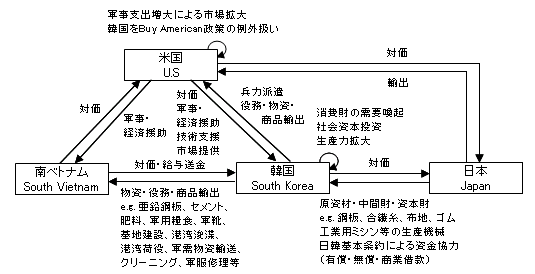
ベトナム戦争と韓米越日の経済関係（朴根好 『韓国の経済発展とベトナム戦争』に基づく）

### 送金と経済効果
朴正熙は1961年11月の訪米時、アメリカの歓心と自身の政権の正当性を確保するため、当時の大統領ジョン・F・ケネディに対し、韓国軍のベトナム戦争への派兵を申し出た。派兵はケネディ暗殺後、ジョンソン政権になってからの1964年9月より開始された。当時の韓国では「ベトナム行のバスに乗り遅れるな」をスローガンに官民挙げてベトナム戦争に参加し、三星、現代などの現在にいたる財閥が急成長した。
アメリカ側は派遣されたすべての韓国軍将兵に対し戦闘手当を支払い、その大半は韓国本国へ送金された。更に韓国経済が飛躍するための踏み台が2つ用意された。ひとつは、韓国製品に対するアメリカの輸入規制の大幅緩和である。これによって、韓国製品がアメリカ市場になだれ込んだ。もうひとつは、アメリカの全面的な軍事援助で、その結果、本来ならば国防費に充てるはずの国家予算を重工業などへの投資に回すことができた。これらを含むアメリカからの「ベトナム特需」の総額は十億ドル（当時で三千六百億円）を遥かに上回り、実質的には朝鮮戦争時の日本における「朝鮮特需」以上の利益を韓国にもたらした。
韓国がベトナム派兵を開始した1965年からベトナム戦争が終結する75年までの十年間に、韓国の国民総生産 (GNP) は14倍、保有する外貨および外国為替などの総額は24倍、輸出総額は29倍となって、いずれも驚異的な伸びを示した。

### 派兵の動機
韓国政府の公式的な見解は「共産主義の膨張を食い止める」ことだったが、ベトナム派兵当時の外務省長官である李東元の回顧録には「朴大統領のベトナム参戦は欲しいものは全て手に入れた成功策といってよい。特に経済的実利は大変な成果だった。当然最初から練りに練ったシナリオだった」（李東元『元老交友記』）と記されている。
また、これまでの通説ではアメリカの強い要請で韓国は断りきれず嫌々ながら派兵したことになっていたが、近年アメリカの研究者から逆に韓国がアメリカに派兵を持ちかけたとする異論が出され、こちらの方が説得力を持ちつつある。日本でも、韓国側が持ちかけてアメリカ側が断っていたとされている。ベトナムへ渡った韓国人は軍人ばかりではなく、国内よりも数倍から十数倍もの高い賃金を目当てにしていた労働者もおり、その数は1965年から5年間だけで延べ5万人を超えていて、「ベトナム成金」、「ベトナム行きのバスに乗り遅れるな」が流行語になっていた。
静岡大学教授の朴根好は、朝鮮戦争による特需で経済復興を遂げた日本の例に朴政権が倣ったことを指摘しており、『韓国の経済発展とベトナム戦争』では、軍と民を問わず、韓国人にとってベトナムは、戦場ではなく市場だったと述べている。
1995年5月12日、韓国の教育部の長官が、ベトナム参戦をめぐる長官の談話で「6・25（朝鮮戦争）は同じ民族同士の殺し合いでしたが、ベトナム戦争はアメリカの傭兵として参加したもので、大義名分の弱い戦争でありました」と述べ、更迭されている。

## 西ドイツへの出稼ぎ
マーシャル・プランや朝鮮戦争特需などにより「経済の奇跡」と呼ばれる急成長をしていた西ドイツは、その労働力不足を補うため1963年以降、韓国から多くの鉱夫（派独鉱夫）と看護婦（派独看護師）を受け入れた（なお、日本からは1957年から1965年にかけて炭鉱労働者が送られた）。失業者が公式発表でも250万人を超えていた1963年の第一次派遣には、募集500人に対し4万6000人の応募が殺到するなど、1963年から1978年まで炭鉱労働者7983人を含む7万9000人の鉱夫を派独、看護婦は1966年から1976年の間に1万余人が渡独した。
1964年12月、ルール炭鉱地帯のハムボルン鉱山を訪れた朴正熙大統領夫妻は派独韓国人を慰問、国歌斉唱に涙を流し、「母国の家族や故郷を思い、辛いことが多いだろうが、自分が何のためにこの遠い異国の地に来たかを肝に銘じ、祖国の名誉を担って一生懸命働きましょう。たとえ、私たちの生前に成し遂げることができなくても、子孫のために繁栄の基盤を築きましょう」と涙ながらに激励演説をしたエピソードが残っている。
派独労働者からの送金額は年間5000万ドルに達し、一時期はGNPの2%台に及んでいた。また、1967年には輸出総額の36%を稼ぎ、ドイツからの借款を獲得するなど外貨の獲得に貢献、韓国経済発展の基盤になった。

## ジャパンマネー
1965年、韓国は日本と日韓基本条約を結んだことにより、無償金3億ドル・有償金2億ドル・民間借款3億ドル以上（当時1ドル＝約360円。現在価格では合計4兆5千億円相当。当時の韓国の国家予算は3億5千万ドル程度）の日本からの資金供与及び貸付けを得ることとなった。国際協力銀行によると1960年半ばから90年代までにトータル6000億円の円借款が行われ、韓国はこうした資金を元手に「漢江の奇跡」の象徴とも言われる京釜高速道路をはじめとした各種インフラの開発や浦項総合製鉄をはじめとした企業への投資を行った。インフラ整備後は、日本の民間企業によって大規模な投資がおこなわれた。
韓国では、日本による多額の経済・技術援助が韓国の発展に寄与したことを一般には知らされていないため、多くの韓国人は自国が独力で経済成長を達成したと考えていると指摘されている。2005年には韓国内で日韓基本条約で得た請求権資金を個人補償にほとんど回さず国内投資に使って発展の基礎を作った事が公開され、それにより経済発展を促した朴正煕政権の判断を「貧困脱出・国家再建のための不可避な選択」という評価と「クーデターで執権した軍事政権が徹底できなかった過去の整理」、植民地支配の完全清算を捨てた「屈辱外交」とする声が錯綜している。
韓国の高度経済成長に果たした円借款の役割について、国際協力銀行（現国際協力機構）から外部評価を依頼された韓国の産業政策研究院（The Institute for Industrial Policy Studies , IPS）の2004年の評価報告書では、1960年代半ばから90年までの約30年間を対象として、円借款事業が韓国の経済・社会に与えたインパクトを、技術レベル向上、交通渋滞緩和および環境改善等の効果、産業技術の発展、生活水準の向上、環境保全等が確認される、と評価した。この中で、高速道路建設事業（1968年）は輸出志向工業の本格化における物流および貿易の阻害要因を取り除くことを目的として実施され、移動費用の削減、時間短縮、貨物損傷の減少、交通事故の減少等が、間接的効果として、農村および漁村の発展、地域間格差の縮小等が確認され、第三次5カ年計画（1972～76年）の重化学工業化政策における浦項総合製鉄所拡充事業（1974年）は、対外開放政策の代表的事例となり、忠州多目的ダム（1978年）は、洪水防御や農産物の増産、電力需要への対応、観光開発に貢献したと評価した。
延世大学経済学部金正湜教授は2000年に韓国対外経済政策研究院から出版された「対日請求権資金の活用事例研究」において、第二次世界大戦終結後、日本が請求権資金を支払った韓国、ミャンマー、フィリピン、インドネシア、ベトナムの五カ国を比較し、韓国が最も効率的にこれを使用したという分析を報告した。対日請求権資金はどの国においても概ねインフラ整備や国民生活向上に投資されたが、投資の効率性は韓国が最も高く、「韓国は、徹底した事前計画で最も効率的に資金を活用した国家として評価を受けている」とし、「原資材導入に多くの投資をしたことは注目される」と分析・評価した。さらに今後の日朝国交正常化による対日請求権資金（などを含む4兆円国際協力基金）の北朝鮮の社会間接資本整備への効率的活用に関し、望ましい資金活用方法の提示など、韓国の対日請求権資金活用経験を伝授しなければならないと述べた。また、東南アジアなどにおいて見られた投資部門の決定に対する政治的軍事的影響を排除し、北朝鮮に相応しい比較優位産業を選定し集中投資して輸出を増大させるなど、経済効率を重視した投資部門決定が今後の北朝鮮経済成長に大きく寄与するので、韓国としてもこれを軍事目的に使わないという前提の下に北朝鮮の対日交渉に積極的に協力しなければならない、と結論付けた。
2021年6月7日、日本企業16社を相手取り損害賠償を求めた元徴用工らの徴用工訴訟問題でソウル中央地方裁判所は原告の訴えを却下する判決を言い渡した。判決は、日本が1965年の日韓請求権協定に基づいて提供した計5億ドルの支援が「『漢江の奇跡』と評される輝かしい経済成長に寄与した」とした。日韓請求権協定は、日韓の請求権問題は「完全かつ最終的に解決される」としているが、元徴用工らは日本の経済協力が少ないことなどを根拠に、日韓請求権協定で元徴用工の請求権は解決されなかったと主張しており、判決が日本の漢江の奇跡への寄与に言及したのは、こうした主張を否定する根拠の一つとしたためである。

## 評価の見直し
2017年に発足した文在寅政権は、長年続いた保守政治の「積弊清算」を打ち出し、朴正煕時代の成果も再評価が行われるようになった。2019年度の小学生向け社会科教科書（国定）から、漢江の奇跡に関する記述が無くなったほか、国立大韓民国歴史博物館に常設されている漢江の奇跡に関する展示も縮小する計画が立てられている。